# Faille de Villefranche-de-Rouergue

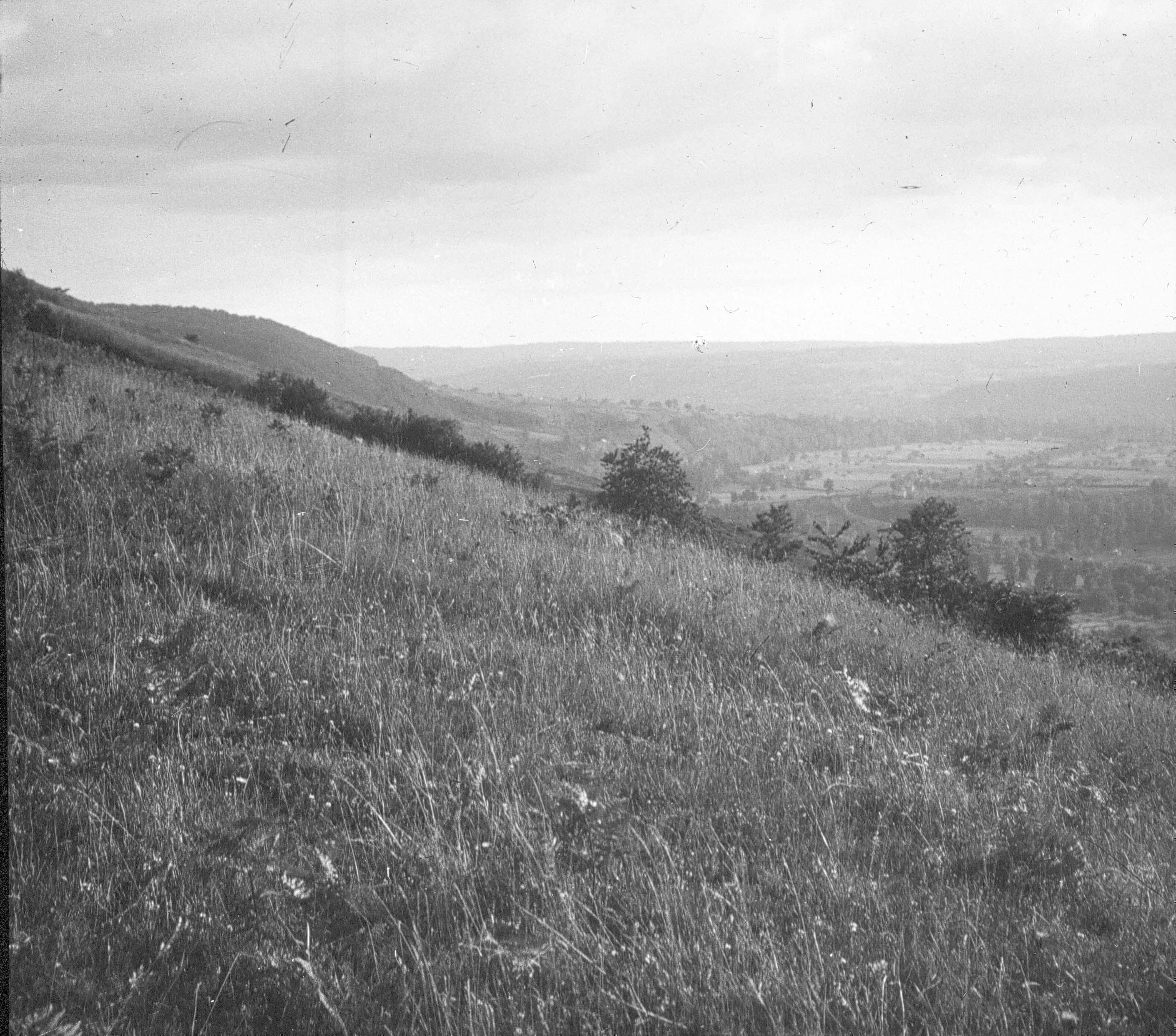
Vue ancienne du paysage de la faille, par Emmanuel de Martonne.

La faille de Villefranche-de-Rouergue (ou faille de Villefranche) est une faille située en France, dans l'ouest du Massif central, dont elle matérialise une bordure nette par rapport aux causses du Quercy, rattachés au bassin aquitain. Elle tient son nom de la ville de Villefranche-de-Rouergue, située à l'ouest du département de l'Aveyron.

## Description
La faille de Villefranche s'étend sur environ 50 km de long, suivant une direction N20°. Elle est décrite par le géologue Jules Bergeron qui en établit la carte en 1889. À l'est de la faille, les hauteurs du Ségala marquent le début du Massif central ; la faille en ce sens constitue aussi une limite agricole et végétale.
Cet accident géologique constitue un maillon de prolongement du grand sillon houiller qui barre l'ouest du Massif central,, entre Moulins et Toulouse. Au sud-ouest, elle se prolonge sous la molasse aquitaine, jusqu'au piémont pyrénéen, comme l'ont attesté les recherches liées à l'exploration pétrolière du Sud-Ouest.
La faille de Villefranche est particulièrement visible dans le paysage, notamment entre Asprières au nord-est et Najac au sud-ouest, puisqu'elle y est matérialisée par un talus franc et boisé. Dans les secteurs de Peyrusse-le-Roc et de Sanvensa, le dénivelé atteint environ 250 m sur moins d'un kilomètre.